# 버마족
버마족(버마어: မြန်မာလူမျိုး, Bamar)은 미얀마의 주류 민족으로, 미얀마 인구의 약 68%(약 3천만 명)를 차지한다. "버마족"이나 "미얀마인"이라고 하면 이 버마족만을 가리키기도 하고, 미얀마에 속한 모든 다른 민족(카렌족, 샨족, 카친족, 몬족 등)을 포함하기도 한다.

## 언어
버마족의 공식 언어인 버마어는 버마족 뿐만 아니라 많은 소수민족들 사이에서도 널리 사용된다. 핵심적인 단어는 중국티베트어계의 단어이지만, 불교, 예술, 과학, 정부와 관련된 많은 단어들은 인도유럽어계의 영어와 팔리어로부터 유래한 것이 많다. 라카인족은 문화적으로는 버마족과 구별되지만, 민족적으로는 버마족과 관련이 있고 버마어의 방언을 사용한다. 다른 방언은 내륙으로부터 격리된 해안 지역인 타닌타리 구의 방언과 친 주 구릉 지역의 방언, 샨 주의 방언이 있다.

## 기원
버마족들은 1200~1500년 전에 오늘날 중국의 윈난성에서 고지 미얀마의 이라와디강 계곡으로 이주했다. 지난 1000년간 원래 이라와디강 계곡을 지배했던 몬족과 퓨족을 주로 대체, 흡수하였다.

## 분포
버마족은 미얀마에 가장 많으며, 미얀마의 다수 민족이다. 많은 사람들이 유럽, 특히 영국에 정착했다. 버마족의 디아스포라는 역사적인 관점에서 최근의 현상으로 2차 대전 때 시작되었고 주로 군부의 통치가 길어지면서 발생했다. 그 외에도 독일, 미국, 중국, 일본, 한국, 태국, 캄보디아, 싱가포르, 말레이시아, 오스트레일리아에도 거주한다.

## 사회와 문화
버마족의 사회는 부부와 그 아이에 의한 핵가족이 중심이다. 다만 복합 가족도 많이 볼 수 있고 결혼한 아이들이 부모와 함께 살거나 결혼한 형제 자매가 동거하는 경우도 있다. 전통적인 버마족의 사회에서는 성이라는 혈연집단은 없었고 이름뿐이었다. 그 때문에 선조의 영혼을 제사 지내는 조상 신앙은 없고 유산은 아이들에게 균등하게 상속된다.
종교는 전체 인구의 90% 이상이 상좌부 불교를 믿는다. 미얀마의 전통 의상으로 롱이(လုံချည်)가 있다.

## 같이 보기
- 미얀마의 민족